# Tecuanapilla, Alpatláhuac
Tecuanapilla är en ort i Mexiko.   Den ligger i kommunen Alpatláhuac och delstaten Veracruz, i den sydöstra delen av landet, 210 km öster om huvudstaden Mexico City. Tecuanapilla ligger 2 492 meter över havet och antalet invånare är 203.
Terrängen runt Tecuanapilla är kuperad åt nordost, men åt sydväst är den bergig. Terrängen runt Tecuanapilla sluttar österut. Runt Tecuanapilla är det tätbefolkat, med 331 invånare per kvadratkilometer. Närmaste större samhälle är Huatusco de Chicuellar, 18,7 km öster om Tecuanapilla. Omgivningarna runt Tecuanapilla är en mosaik av jordbruksmark och naturlig växtlighet.